# معاملات البلازما

يمثل الشكل خطوط المجال المغناطيسي المعقدة ذاتية التقلص والمسارات الحالية في تيار بيركيلاند التي قد تظهر في البلازما (تطور النظام الشمسي، 1976).

تحدد معاملات البلازما الخصائص المختلفة لها، وهي مجموعة من الجسيمات الموصلة كهربائيا والمشحونة التي تستجيب بشكل جماعي للقوى الكهرومغناطيسية. تتخذ البلازما عادة شكل سحب محايدة تشبه الغاز أو حزم أيونية مشحونة، ولكنها قد تشمل أيضًا الغبار والحبوب. يمكن دراسة سلوك هذه الجسيمات إحصائيًا.

## معاملات البلازما الأساسية
تقاس جميع الكميات بوحدات جاوسي (cgs) باستثناء الطاقة ودرجة الحرارة المعبر عنها بالإلكترون فولت eV، والايونات المعبر عنه بوحدات من كتلة البروتون
{\displaystyle \mu =m_{i}/m_{p}}; {\displaystyle Z} حيث يمثل Z حالة الشحنة، k هو ثابت بولتزمان، K هو رقم الموجة؛ ln A هو لوغاريتم كولومب.

### الترددات
- تردد الإلكترون: التردد الزاوي للحركة الدائرية للإلكترون في المستوى العمودي على المجال المغناطيسي:

{\displaystyle \omega _{ce}=eB/m_{e}c=1.76\times 10^{7}B\ {\mbox{rad/s}}\,}
- تردد أيوني: التردد الزاوي للحركة الدائرية لأيون في المستوى العمودي على المجال المغناطيسي:

{\displaystyle \omega _{ci}=ZeB/m_{i}c=9.58\times 10^{3}Z\mu ^{-1}B\ {\mbox{rad/s}}\,}
- تردد بلازما الإلكترون: وهو التردد الذي تتأرجح فيه الإلكترونات (تذبذب البلازما):

{\displaystyle \omega _{pe}=(4\pi n_{e}e^{2}/m_{e})^{1/2}=5.64\times 10^{4}n_{e}^{1/2}{\mbox{rad/s}}}
- تردد البلازما الأيونية:

{\displaystyle \omega _{pi}=(4\pi n_{i}Z^{2}e^{2}/m_{i})^{1/2}=1.32\times 10^{3}Z\mu ^{-1/2}n_{i}^{1/2}{\mbox{rad/s}}}
- معدل التقاط الإلكترونات:

{\displaystyle \nu _{Te}=(eKE/m_{e})^{1/2}=7.26\times 10^{8}K^{1/2}E^{1/2}{\mbox{s}}^{-1}\,}
- معدل التقاط الأيونات:

{\displaystyle \nu _{Ti}=(ZeKE/m_{i})^{1/2}=1.69\times 10^{7}Z^{1/2}K^{1/2}E^{1/2}\mu ^{-1/2}{\mbox{s}}^{-1}\,}
- معدل الاصطدام الإلكتروني في البلازما المؤينة بالكامل:

{\displaystyle \nu _{e}=2.91\times 10^{-6}n_{e}\,\ln \Lambda \,T_{e}^{-3/2}{\mbox{s}}^{-1}}
- معدل الاصطدام الأيوني في البلازما المؤينة بالكامل:

{\displaystyle \nu _{i}=4.80\times 10^{-8}Z^{4}\mu ^{-1/2}n_{i}\,\ln \Lambda \,T_{i}^{-3/2}{\mbox{s}}^{-1}}

### الأطوال
- طول موجة برولي الحرارية للإلكترون: المتوسط التقريبي لطول موجة برولي للإلكترونات في البلازما.

{\displaystyle \lambda _{\mathrm {th} ,e}={\sqrt {\frac {h^{2}}{2\pi m_{e}kT_{e}}}}=6.919\times 10^{-8}\,T_{e}^{-1/2}\,{\mbox{cm}}}
- المسافة التقليدية الدنيا للتقارب: وهي أقل مسافة ممكنة بين الجزيئات والشحنة الأولية إذا اقتربت وجها لوجه وامتلك كل منها سرعة نموذجية بالنسبة لدرجة الحرارة مع تجاهل الآثار الميكانيكية الكمومية.

{\displaystyle e^{2}/kT=1.44\times 10^{-7}\,T^{-1}\,{\mbox{cm}}}
- نصف القطر الجيروسكوبي للإلكترون: يمثل نصف قطر الحركة الدائرية للإلكترون في المستوى العمودي على المجال المغناطيسي.

{\displaystyle r_{e}=v_{Te}/\omega _{ce}=2.38\,T_{e}^{1/2}B^{-1}\,{\mbox{cm}}}
- نصف القطر الجيروسكوبي للايون: هو نصف قطر الحركة الدائرية لأيون في المستوى العمودي على المجال المغناطيسي.

{\displaystyle r_{i}=v_{Ti}/\omega _{ci}=1.02\times 10^{2}\,\mu ^{1/2}Z^{-1}T_{i}^{1/2}B^{-1}\,{\mbox{cm}}}
- عمق الطبقة السطحية للبلازما (طول القصور الذاتي للإلكترون): وهو عمق البلازما التي يمكن للإشعاع الكهرومغناطيسي اختراقها.

{\displaystyle c/\omega _{pe}=5.31\times 10^{5}\,n_{e}^{-1/2}\,{\mbox{cm}}}
- طول ديباي: هو المقياس الذي يتم فيه فحص الحقول الكهربائية عن طريق إعادة توزيع الإلكترونات.

{\displaystyle \lambda _{D}=(kT_{e}/4\pi ne^{2})^{1/2}=7.43\times 10^{2}\,T_{e}^{1/2}n^{-1/2}\,{\mbox{cm}}}
- طول الأيونات المنفصلة: وهو المقياس الذي تنفصل فيه الأيونات عن الإلكترونات ويصبح المجال المغناطيسي محصورا في سائل الإلكترون بدلاً من حجم البلازما.

{\displaystyle d_{i}=c/\omega _{pi}=2.28\times 10^{7}\,Z^{-1}(\mu /n_{i})^{1/2}\,{\mbox{cm}}}
- المسار الحر الوسطي: متوسط المسافة بين تصادميين متتاليين للإلكترون مع مكونات البلازما.

{\displaystyle \lambda _{e,i}={\frac {\overline {v_{e,i}}}{\nu _{e,i}}}},
حيث (Ve,i) ̅هي متوسط سرعة الإلكترون (أيون)، و Ve,i هو معدل تصادم الإلكترونات أو الأيونات.

### السرعات
- السرعة الحرارية للإلكترون: السرعة النموذجية للإلكترون حسب توزيع ماكسويل - بولتزمان:

{\displaystyle v_{Te}=(kT_{e}/m_{e})^{1/2}=4.19\times 10^{7}\,T_{e}^{1/2}\,{\mbox{cm/s}}}
- السرعة الحرارية للأيونات: السرعة النموذجية للأيون حسب توزيع ماكسويل - بولتزمان:

{\displaystyle v_{Ti}=(kT_{i}/m_{i})^{1/2}=9.79\times 10^{5}\,\mu ^{-1/2}T_{i}^{1/2}\,{\mbox{cm/s}}}
- سرعة صوت الأيون: سرعة الأمواج الطولية الناتجة عن كتلة الأيونات وضغط الإلكترونات:

{\displaystyle c_{s}=(\gamma ZkT_{e}/m_{i})^{1/2}=9.79\times 10^{5}\,(\gamma ZT_{e}/\mu )^{1/2}\,{\mbox{cm/s}}},
حيث y هي نسبة السعة الحرارية
- سرعة ألفين: سرعة الأمواج الناتجة عن كتلة الأيونات وقوة الإرجاع للمجال المغناطيسي:

{\displaystyle v_{A}=B/(4\pi n_{i}m_{i})^{1/2}=2.18\times 10^{11}\,\mu ^{-1/2}n_{i}^{-1/2}B\,{\mbox{cm/s}}}

### الاصطدام
اعتبر الاصطدام في دراسة توكاماك معامل غير بعدي والذي يعبر عن نسبة تردد الاصطدام بين الإلكترون والايون إلى تردد المدار الهلالي.
يتم تحديد معامل تصادم البلازما v كالتالي: [3] [4]
{\displaystyle \nu ^{*}=\nu _{\mathrm {ei} }\,{\sqrt {\frac {m_{\mathrm {e} }}{k_{\mathrm {B} }T_{\mathrm {e} }}}}\,\epsilon ^{-3/2}\,qR,}
حيث يدل Vei على تردد تصادم الإلكترون، R هو نصف القطر الرئيسي للبلازما، € هي النسبة البعدية العكسية، و q هو عامل الأمان. يشير معامل البلازما Mi إلى كتلة الأيونات وTi إلى درجة حرارتها ويشير Kb إلى ثابت بولتزمان.